# Ранікхет
Ранікхет (англ. Ranikhet) — місто, розташоване в окрузі Алмора індійського штату Уттаракханд. У Ранікхеті розквартировано два полки індійської армії, що є головними роботодавцями міста. Крім того, місто є популярним серед туристів через близькість до Гімалаїв та чудові види.
| Індія | Це незавершена стаття з географії Індії. Ви можете допомогти проєкту, виправивши або дописавши її. |